# Ruskin (Nebraska)
Ruskin es una villa ubicada en el condado de Nuckolls en el estado estadounidense de Nebraska. En el Censo de 2010 tenía una población de 123 habitantes y una densidad poblacional de 113,61 personas por km².

## Geografía
Ruskin se encuentra ubicada en las coordenadas 40°8′38″N 97°52′1″O / 40.14389, -97.86694. Según la Oficina del Censo de los Estados Unidos, Ruskin tiene una superficie total de 1.08 km², de la cual 1.08 km² corresponden a tierra firme y (0%) 0 km² es agua.

## Demografía
Según el censo de 2010, había 123 personas residiendo en Ruskin. La densidad de población era de 113,61 hab./km². De los 123 habitantes, Ruskin estaba compuesto por el 94.31% blancos, el 0% eran afroamericanos, el 0% eran amerindios, el 0% eran asiáticos, el 0% eran isleños del Pacífico, el 5.69% eran de otras razas y el 0% pertenecían a dos o más razas. Del total de la población el 7.32% eran hispanos o latinos de cualquier raza.